# Daniel Agustín Brué
Daniel Agustín Brué (Ingeniero Forres, Santiago del Estero, 28 de diciembre de 1964) es un arquitecto y político argentino perteneciente al Frente Cívico por Santiago. Desde 2019, se desempeña como diputado nacional por su provincia.

## Reseña biográfica
Daniel Brué nació en la ciudad de Forres el 28 de diciembre de 1964. Se recibió de arquitecto en la Universidad Nacional de Tucumán. Desde joven militó en la Unión Cívica Radical y llegó a ser intendente de su ciudad natal en 1999. En 2003 fue designado secretario del partido radical santiagueño. En 2005, fue vicepresidente provisional de la UCR y se unió al proyecto político del Frente Cívico por Santiago, liderado por Gerardo Zamora. En ese año, cuando Zamora llegó a la gobernación de Santiago del Estero, Brué fue designado como ministro de Obras Públicas. Estuvo un breve tiempo, ya que en las elecciones legislativas de 2005 fue elegido diputado nacional por su provincia, con el 71% de los votos. Se presentó nuevamente para renovar el cargo en las elecciones legislativas de 2009 y obtuvo el escaño con el 62% de los votos. Se postuló como senador nacional en las elecciones legislativas de 2013 y ganó con el 48% de los votos. Sin embargo, no juró y renunció para dejar ese cargo a su suplente, Gerardo Zamora. En diciembre de ese año, ocupó nuevamente el cargo de Ministro de Obras Públicas de Santiago del Estero, durante toda la gestión de la gobernadora Claudia Ledesma Abdala y el tercer mandato de Gerardo Zamora. Se presentó en las elecciones legislativas de 2019 para diputado nacional, triunfando con un 56%. Actualmente ocupa ese cargo.
En diciembre de 2020, durante el debate de la Ley de Interrupción Voluntaria del Embarazo, votó en contra de aprobar dicha norma.